# Mecaspis
 Mecaspis — рід жуків родини Довгоносики (Curculionidae).

## Зовнішній вигляд
Жуки цього роду мають середні розміри, довжина їх тіла сягає 6.9-16  мм. Основні ознаки:
- Головотрубка розширена до вершини, із тонким серединним кілем;
- 1-й членик джутика вусиків довший за 2-й;
- передньоспинка з перетяжкою перед переднім краєм, лопатями за очима і кутовидно витягнутою серединою заднього краю; вкрита крапками;
- поміж надкриллями біля їх основи — трикутний щиток, витягнутий та із загостреною вершиною
- надкрилля трохи ширші за передньоспинку, паралельнобічні, є крила;
- тіло вкрите білими волосками, які утворюють поздовжні смуги, поперечні перев'язі й плями.

## Спосіб життя
Невідомий, ймовірно, він типовий для Cleonini.

## Географічне поширення
Ареал роду в цілому охоплює весь південь Палеарктики, хоча у частини видів він обмежений порівняно невеликим регіоном, наприклад, Близьким Сходом (див. нижче). Два види цього роду мешкають в Україні.

## Класифікація
У цьому роді описано щонайменше 18 видів (види, що зареєстровані в Україні, виділено кольором):
- Mecaspis albovlrgata  Chevrolat, 1873 — Північна Африка
- Mecaspis alternans  (Hellwig, 1795) — від Португалії на заході до Ізраїлю, Ірану та Вірменії на сході
- Mecaspis barbata  (Faust, 1887) — Близький Схід
- Mecaspis baudii  Faust, 1887 — Близький Схід
- Mecaspis bedeli  Faust, 1904 — Північна Африка
- Mecaspis caesimvirgata L. ArnoI'di, 1956 — Середня Азія
- Mecaspis costicollis  (Gyllenhal, 1834) — Іран
- Mecaspis darwini  Faust, 1883 — Іран, Середня Азія, Казахстан
- Mecaspis emarginata  (Fabricius, 1787) — від Франції на заході до Ізраїлю і Туреччини на сході
- Mecaspis incisurata (Gyllenhal, 1834) — південь Європейської частини Росії, Україна, Туреччина
- Mecaspis kazakhstanica Ter-Minasian, 1988 — Казахстан
- Mecaspis lenta Faust, 1904 — Туреччина, Киргизстан,
- Mecaspis nana (Gyllenhal, 1834) — Португалія, Іспанія, Франція, південь Європейської частини Росії, Туреччина
- Mecaspis obvia Faust, 1883 — Сирія, Узбекистан
- Mecaspis octosignata (Gyllenhal, 1834) — Близький Схід, Туреччина, Іран, Закавказзя, Афганістан, Іран, Середня Азія
- Mecaspis pallasii (Fåhraeus, 1842) — Ірак, Іран, Афганістан, Таджикистан, Казахстан, Північно-Західний Китай
- Mecaspis sexguttata L. Redtenbacher, 1844 — Індія
- Mecaspis striatella Fabricius. 1792 — від Португалії на заході до півдня Європейської частини Росії на заході; від Північної Африки та Близького Сходу на півдні до Швеції на півночі